# Майське (Краматорський район)
Ма́йське — село Костянтинівської міської громади Краматорського району Донецької області, України.

## Загальні відомості
Відстань до центру громади становить близько 17 км і проходить автошляхом місцевого значення.
Землі Майського межують із територією міста Часів Яр Бахмутського району Донецької області.

## Історична довідка
Першою згадкою про поселення на місці сучасного села є перепис від 1926 року, тоді новоствореній Марківській сільській раді підпорядкували: село Маркове, колонію Федорівка, хутори – Майський, Модестовка, Ново-Марківський та Ново-Миколаївський (сучасне Майське). Згідно цього перепису на хуторі проживало 67 українців (32 чоловіка та 35 жінок).
Розташувався хутір у верхів’ї балки Отложина.
На базі хутору було створено колгосп «Перемога праці», який 1932 року об’єднали з колгоспом «імені Сталіна» з центральною садибою в Марковому.
Згідно перепису 1936 року хутір Ново-Миколаївка підпорядковувався Марківській сільській раді, куди також входили: село Маркове, колонія Федорівка та хутори – Бугаївка, Майський, Модестовка, Ново-Марківка.
У проміжку між 1936 та 1938 роками хутір Ново-Миколаївка змінює свою назву на Майський.
У початковій школі Майського працювали: Шалімова Віра Василівна, Свіца Володимир Антонович, Івченко Надія Петрівна, Коцюба Н.А. Після закінчення начання учні здобували освіту в Марківській семирічній школі.
На мапі 1980 року село носить сучасну назву Майське.

## Населення
За даними перепису 2001 року населення села становило 104 особи, із них 86,54 % зазначили рідною мову українську та 13,46 % — російську.

## Звільнення
Як повідомляє штаб АТО, у 20-их числах листопада 2017 року з села були вибиті бандформування «ДНР», та воно контролюється Україною.